# Dysschema obscura
Dysschema obscura là một loài bướm đêm thuộc phân họ Arctiinae, họ Erebidae.